# Rada Dialogu Społecznego
Rada Dialogu Społecznego – forum dialogu społecznego przedstawicieli pracowników, pracodawców i Rady Ministrów powołane na mocy Ustawy o Radzie Dialogu Społecznego i innych instytucjach dialogu społecznego z dnia 24 lipca 2015 r.

## Opis
Rada zastąpiła funkcjonującą od 1994 r., a umocowaną prawnie w 2001 r. Trójstronną Komisję ds. Społeczno-Gospodarczych. Zadaniem Rady jest prowadzenie dialogu społecznego w celu zapewnienia warunków właściwego rozwoju społeczno-gospodarczego oraz zwiększenia konkurencyjności polskiej gospodarki i spójności społecznej. Rada ma także w sposób praktyczny realizować zasadę partycypacji i solidarności społecznej w zakresie stosunków zatrudnienia. Członków Rady powołuje i odwołuje Prezydent Rzeczypospolitej Polskiej na wniosek uprawnionych podmiotów.
Zgodnie z art. 32 Ustawy, Przewodniczący Rady przedstawia Sejmowi Rzeczypospolitej Polskiej i Senatowi Rzeczypospolitej Polskiej corocznie, nie później niż do 31 maja, sprawozdanie z działalności Rady w roku poprzednim. Sprawozdanie jest publikowane na stronach obu izb parlamentu w postaci druków: sejmowego i senackiego.

## Skład Rady

### Przedstawiciele strony pracowników
reprezentujący Niezależny Samorządny Związek Zawodowy „Solidarność”
- Piotr Duda – Przewodniczący Rady Dialogu Społecznego[4], Przewodniczący NSZZ „Solidarność”
- Wojciech Ilnicki
- Maciej Kłosiński[5]
- Bartłomiej Mickiewicz
- Andrzej Kuchta
- Jarosław Lange
- Waldemar Sopata
- Szymon Wawrzyszko

reprezentujący Forum Związków Zawodowych
- Dorota Gardias (od 2.02.2016)[6] – Wiceprzewodnicząca Rady Dialogu Społecznego, Przewodnicząca Forum Związków Zawodowych
- Krzysztof Kisielewski
- Dariusz Trzcionka
- Krystyna Ptok
- Jan Przywoźny
- Marek Mnich
- Marcin Kolasa
- Rafał Jankowski (od 19.06.2017)
- Tadeusz Chwałka (od 22.10.2015 do 11.11.2015) – Przewodniczący Forum Związków Zawodowych

reprezentujący Ogólnopolskie Porozumienie Związków Zawodowych
- Piotr Ostrowski (od 15.12.2022) – Wiceprzewodniczący Rady Dialogu Społecznego, Przewodniczący Ogólnopolskiego Porozumienia Związków Zawodowych
- Dariusz Potyrała
- Sławomir Broniarz
- Leszek Miętek
- Monika Bocian
- Mirosław Grzybek
- Elżbieta Aleksandrowicz
- Michał Lewandowski
- Jan Guz (od 22.10.2015 do 24.05.2019) – Przewodniczący Ogólnopolskiego Porozumienia Związków Zawodowych
- Andrzej Radzikowski (od 25.09.2019 do 15.12.2022) – Przewodniczący Ogólnopolskiego Porozumienia Związków Zawodowych

### Przedstawiciele strony pracodawców
reprezentujący Konfederację Lewiatan
- Maciej Witucki – Wiceprzewodniczący Rady Dialogu Społecznego, Prezydent Konfederacji Lewiatan
- Małgorzata Mroczkowska-Horne[7]
- Jeremi Mordasewicz
- Jacek Męcina

reprezentujący Pracodawców Rzeczypospolitej Polskiej
- Rafał Dutkiewicz – Wiceprzewodniczący Rady Dialogu Społecznego, Prezes Zarządu Pracodawców RP
- Jacek Cieplak
- Joanna Makowiecka-Gatza
- Iwona Sroka

reprezentujący Związek Pracodawców Business Centre Club
- Łukasz Bernatowicz – Wiceprzewodniczący Rady Dialogu Społecznego, Prezes Business Centre Club
- Grażyna Majcher-Magdziak
- Witold Michałek

reprezentujący Związek Rzemiosła Polskiego
- Jan Klimek – Wiceprzewodniczący Rady Dialogu Społecznego, Prezes Związku Rzemiosła Polskiego
- Janusz Kowalski
- Janusz Piątek

reprezentujący Związek Przedsiębiorców i Pracodawców
- Cezary Kaźmierczak – Wiceprzewodniczący Rady Dialogu Społecznego, Prezes Związku Przedsiębiorców i Pracodawców
- Mariusz Pawlak
- Marcin Nowacki
- Jakub Bińkowski

reprezentujący Federację Przedsiębiorców Polskich
- Marek Kowalski – Wiceprzewodniczący Rady Dialogu Społecznego, Przewodniczący Federacji Przedsiębiorców Polskich[9]
- Grażyna Spytek-Bandurska
- Łukasz Kozłowski

reprezentujący Polskie Towarzystwo Gospodarcze
- Tomasz Janik – Wiceprzewodniczący Rady Dialogu Społecznego, Prezes Polskiego Towarzystwa Gospodarczego
- Konrad Banecki
- Andrzej Toborowicz

### Przedstawiciele strony rządowej[11]
- Wiceprzewodnicząca Rady Dialogu Społecznego, Minister Rodziny, Pracy, Polityki Społecznej – Agnieszka Dziemianowicz-Bąk[12]
- Minister Aktywów Państwowych – Jakub Jaworowski[13]
- Minister Infrastruktury – Dariusz Klimczak
- Minister Spraw Wewnętrznych i Administracji – Tomasz Siemoniak
- Minister Zdrowia – Izabela Leszczyna
- Minister Edukacji Narodowej – Barbara Nowacka
- Minister Nauki i Szkolnictwa Wyższego – Marcin Kulasek[14]
- Minister Finansów – Andrzej Domański
- Minister Klimatu i Środowiska – Paulina Hennig-Kloska
- Minister Rozwoju i Technologii – Krzysztof Paszyk
- Minister Funduszy i Polityki Regionalnej – Katarzyna Pełczyńska-Nałęcz
- Minister ds. polityki senioralnej – Marzena Okła-Drewnowicz
- Minister ds. równości – Katarzyna Kotula

### Przedstawiciel ministra właściwego do spraw pracy, odpowiedzialnego za dialog społeczny
- Sebastian Gajewski[15] – podsekretarz stanu w Ministerstwie Rodziny, Pracy i Polityki Społecznej

### Przedstawiciel ministra właściwego do spraw finansów publicznych, odpowiedzialnego za budżet
- Hanna Majszczyk – podsekretarz stanu w Ministerstwie Finansów

### Przedstawiciel Prezydenta Rzeczypospolitej Polskiej
- Agnieszka Lenartowicz-Łysik – doradca społeczny Prezydenta RP

### Przedstawiciel Prezesa Narodowego Banku Polskiego
- Paweł Szałamacha – członek zarządu Narodowego Banku Polskiego

### Przedstawiciel Prezesa Głównego Urzędu Statystycznego
- Marek Cierpiał-Wolan – prezes Głównego Urzędu Statystycznego

### Przedstawiciel Głównego Inspektora Pracy
- Marcin Stanecki – Główny Inspektor Pracy[16]